# هوغو ميسل
هوغو ميسل (بالألمانية: Hugo Meisl)‏ (16 نوفمبر 1881 – 17 فبراير 1937) مدرب كرة قدم نمساوي راحل.
تولى تدريب منتخب النمسا-المجر (1912-1914) رابيد فيينا (1912-1913) منتخب النمسا (1919-1937).
قاد منتخب النمسا في بطولة كأس العالم 1934 في إيطاليا حيث احتل المركز الرابع.

## وصلات خارجية
- هوغو ميسل على موقع Soccerway.com (الإنجليزية)
- هوغو ميسل على موقع عالم كرة القدم.نت (الإنجليزية)
- هوغو ميسل على موقع أوليمبيديا (الإنجليزية)

- هذا سيرة ذاتية